# Премія Гільдії кіноакторів США за найкращу жіночу роль другого плану
Премія Гільдії кіноакторів США за найкращу жіночу роль другого плану — нагорода Гільдії кіноакторів США, яку присуджують щорічно з 1995 року.

## Лауреати та номінанти
Тут наведено повний список номінантів та лауреатів.
| Лауреати виділені окремим кольором. |

### 1995—1999
| 1995                            | |
| Лауреат                         | Номінанти |
| - Даян Віст «Кулі над Бродвеєм» | - Джеймі Лі Кертіс «Правдива брехня» - Саллі Філд «Форрест Гамп» - Ума Турман «Кримінальне чтиво» - Робін Райт Пенн «Форрест Гамп» |

| 1996                              | |
| Лауреат                           | Номінанти |
| - Кейт Вінслет «Розум та почуття» | - Анжеліка Г'юстон «Постовий на перехресті» - Міра Сорвіно «Велика Афродіта» - Мер Уіннінгем «Джорджія» - Стокард Ченнінг «Дим» |

| 1997                                    | |
| Лауреат                                 | Номінанти |
| - Лорен Беколл «У дзеркала два обличчя» | - Жульєт Бінош «Англійський пацієнт» - Маріса Томей «Зриваючи зірки» - Рене Зеллвегер «Джеррі Магуайер» - Гвен Вердон «Кімната Марвіна» |

| 1998                                                               | |
| Лауреат                                                            | Номінанти                                                                                                   |
| - Кім Бейсінгер «Таємниці Лос-Анджелеса» - Глорія Стюарт «Титанік» | - Мінні Драйвер «Розумник Вілл Хантінг» - Джуліанн Мур «Ночі в стилі бугі» - Елісон Елліотт «Крила голубки» |

| 1999                           | |
| Лауреат                        | Номінанти |
| - Кеті Бейтс «Основні кольори» | - Бренда Блетін «Голосок» - Джуді Денч «Закоханий Шекспір» - Лінн Редґрейв «Боги та монстри» - Рейчел Гріффітс «Гіларі і Джекі» |

### 2000—2009
| 2000                                | |
| Лауреат                             | Номінанти |
| - Анджеліна Джолі «Перерване життя» | - Камерон Діас «Бути Джоном Малковичем» - Джуліанн Мур «Магнолія» - Хлоя Севіньї «Хлопці не плачуть» - Кетрін Кінер «Бути Джоном Малковичем» |

| 2001                   | |
| Лауреат                | Номінанти |
| - Джуді Денч «Шоколад» | - Кейт Вінслет «Перо маркіза де Сада» - Кейт Гадсон «Майже знамениті» - Френсіс Макдорменд «Майже знамениті» - Джулі Волтерс «Біллі Елліот» |

| 2002                          | |
| Лауреат                       | Номінанти |
| - Гелен Міррен «Госфорд-парк» | - Кейт Бланшетт «Бандити» - Джуді Денч «Корабельні новини» - Камерон Діас «Ванільне небо» - Дакота Феннінг «Я — Сем» |

| 2003                         | |
| Лауреат                      | Номінанти                                                                                                 |
| - Кетрін Зета-Джонс «Чикаго» | - Куїн Латіфа «Чикаго» - Кеті Бейтс «Про Шмідта» - Джуліанн Мур «Години» - Мішель Пфайфер «Білий Олеандр» |

| 2004                            | |
| Лауреат                         | Номінанти |
| - Рене Зеллвегер «Холодна гора» | - Марія Белло «Гальмо» - Кейша Касл-Гьюз «Осідлати кита» - Патріша Кларксон «Свято Ейпріл» - Голлі Гантер «Тринадцять» |

| 2005                      | |
| Лауреат                   | Номінанти |
| - Кейт Бланшетт «Авіатор» | - Софі Оконедо «Готель «Руанда»» - Лора Лінні «Кінсі» - Вірджинія Медсен «На узбіччі» - Клоріс Лічмен «Іспанська англійська» |

| 2006                              | |
| Лауреат                           | Номінанти |
| - Рейчел Вайс «Відданий садівник» | - Емі Адамс «Червневий жук» - Френсіс Макдорменд «Північна країна» - Кетрін Кінер «Капоте» - Мішель Вільямс «Горбата гора» |

| 2007                              | |
| Лауреат                           | Номінанти |
| - Дженніфер Гадсон «Дівчата мрії» | - Ебігейл Бреслін «Маленька міс Щастя» - Адріана Барраза «Вавилон» - Рінко Кикуті «Вавилон» - Кейт Бланшетт «Скандальний щоденник» |

| 2008                 | |
| Лауреат              | Номінанти |
| - Рубі Ді «Гангстер» | - Емі Райан «Бувай, дитинко, бувай» - Тільда Свінтон «Майкл Клейтон» - Кейт Бланшетт «Мене там немає» - Кетрін Кінер «Тепер я йду у дику далечінь» |

| 2009                    | |
| Лауреат                 | номінанти |
| - Кейт Вінслет «Читець» | - Пенелопа Крус «Вікі Крістіна Барселона» - Віола Девіс «Сумнів» - Емі Адамс «Сумнів» - Тараджі Генсон «Загадкова історія Бенджаміна Баттона» |

### 2010—2018
| 2010             | |
| Лауреат          | Номінанти |
| - Мо'Нік «Скарб» | - Пенелопа Крус «Дев'ять» - Віра Фарміґа «Вище неба» - Анна Кендрік «Вище неба» - Діане Крюгер «Безславні виродки |

| 2011                  | |
| Лауреат               | Номінанти |
| - Мелісса Лео «боєць» | - Емі Адамс «Боєць» - Міла Куніс «Чорний лебідь» - Гелена Бонем Картер «Промова короля» - Гейлі Стейнфілд «Справжня мужність» |

| 2012                         | |
| Лауреат                      | Номінанти |
| - Октавія Спенсер «Прислуга» | - Береніс Бежо «Артист» - Джессіка Честейн «Прислуга» - Меліса Маккарті «Дівичник у Вегасі» - Джанет Мактір «Таємничий Альберт Ноббс» |

| 2013                      | |
| Лауреат                   | Номінанти |
| - Енн Хетеуей «Знедолені» | - Гелен Гант «Сурогат» - Саллі Філд «Лінкольн» - Ніколь Кідман «Газетяр» - Меггі Сміт «Готель «Меріголд». Найкращий з екзотичних» |